# Aegna
Aegna é uma ilha pertencente à Estónia. A ilha está situada na costa norte da Estónia, no Golfo da Finlândia, próxima da costa da península de Viimsi, 14 km a noroeste de Tallinn. A ilha ocupa uma área de 2,93 km². Em 1460 a ilha foi colonizada, abrigando atualmente seis habitantes permanentes. Administrativamente, Aegna pertence à cidade de Tallinn: a única ilha administrada pelo capital.